# Nicolaus Jarre
Nicolaus Jarre (* 19. November 1603 in Hamburg; † 2. August 1678 ebenda) war ein Hamburger Bürgermeister und Jurist.

## Leben
Jarre besuchte das Gymnasium seiner Heimatstadt und begab sich 1622 zu juristischen Studien an die Universität Wittenberg, an die Universität Marburg, an die Universität Tübingen, an die Universität Straßburg und an die Universität Basel. In Basel erwarb er sich 1631 den akademischen Grad eines Lizentiaten der Rechte, wobei er über die Thematik „Über den Todschlag und dessen Strafen“ promovierte. Über weitere Studienreisen, die ihn nach Italien, Frankreich und England führten, kehrte er nach Hamburg zurück. 
Dort wurde er als Vertreter der Hamburger Bürgerschaft als Rechtskonsulent erwählt. Nachdem er in Hamburg zwei Jahre lang das niedere Gericht verwaltet hatte, wurde er 1639 zum Ratsherrn gewählt. Von nun an war er für die freie Hansestadt als öffentlicher Vertreter tätig, beteiligte sich 1645 am Bündnisvertrag mit Bremen und schuf so eine Sicherheit für die Schifffahrt auf der Nordsee, der Unterelbe und der Weser. 1648 weilte er bei der Krönung Friedrichs III. von Dänemark in Kopenhagen und verhandelte dort im Interesse der Stadt. 1650 wurde er in das Amt des Bürgermeisters gewählt, war dies 28 Jahre lang, hat sich in dieser Funktion hohes Ansehen erworben und trat als Stifter in Erscheinung.
1892 wurde im Hamburger Stadtteil Winterhude die Jarrestraße nach ihm benannt. 